# Rammbach
Der Rammbach ist ein 6,97 km langer, orographisch rechter Nebenfluss der Ruhr.

## Verlauf
Der Rammbach entspringt im nördlichen Teil des Fröndenberger Ortsteils Hohenheide. Er verläuft in Richtung Westen, macht dann eine Rechtskurve und fließt nach knapp sieben Kilometern bei Frohnhausen (Fröndenberg) in die Ruhr.